# Niemand ist bei den Kälbern (Film)
Niemand ist bei den Kälbern ist ein Filmdrama von Sabrina Sarabi, das im August 2021 beim Locarno Film Festival seine Premiere feierte und am 20. Januar 2022 in die deutschen Kinos kam. Der Film basiert auf dem gleichnamigen Roman von Alina Herbing. Saskia Rosendahl und Rick Okon spielen im Film in den Hauptrollen ein junges Paar, das in der Einöde Mecklenburg-Vorpommerns zu ersticken droht.

## Handlung
Prolog: Ein Windkrafttechniker namens Klaus kommt aus Hamburg, um einen Vorfall mit den Windkraftanlagen zu untersuchen, die er und sein Kollege warten. Die Identität des Saboteurs bleibt zunächst unbekannt. Klaus, ein fürsorglicher Familienvater und älter als Christin, er trägt eine Baseballkappe und einen struppigen Bart. Christin lässt sich von Klaus nach Hamburg mitnehmen und sucht einen Ausweg aus ihrer problematischen Beziehung zu Jan und seinem defekten Traktor. Sie lässt sich schließlich auf einem Parkplatz absetzen, wo sie dafür sorgt, dass ein Freund sie zurückfährt.
Das junge Paar Christin und Jan soll den Milchviehbetrieb von Jans Vater einmal übernehmen. Ihre Beziehung ist angespannt, da Jan mit Überarbeitung, Eifersucht und unausgesprochenen Gefühlen zu kämpfen hat. In ihrer ländlichen Umgebung passiert wenig. Mit Mitte zwanzig sehnt sich Christin nach einem Leben in der Stadt und stellt sich Möglichkeiten wie den Besitz eines Ladens, eines Nagelstudios oder eines Friseurs vor – alles, um sich vom Dorf zu distanzieren.
Klaus verwickelt Christin in Gespräche über ihre Träume, die Jan vernachlässigt hatte. Die beiden haben Sex auf den schweren Traktorreifen in der Scheune, doch schon bald fährt Klaus mit seiner Familie in den Urlaub.
Allerdings bleibt die Kommunikation auf dem Land für Christin eine Herausforderung. In der ländlichen Umgebung arbeiten die Menschen entweder im Stillen oder suchen Trost in gelegentlichen Trinkgelagen. Der Alltag besteht aus sich wiederholenden, körperlich anstrengenden Aufgaben inmitten von Fliegen und Viehgeräuschen. Christin kümmert sich nur ungern um die Aufgaben auf dem Bauernhof und greift ab und zu auf Flaschen mit süßem oder hochprozentigem Alkohol zurück, um der Realität zu entfliehen.
Am Ende ist Christin erneut unterwegs, allerdings am Steuer eines Fahrzeugs. Obwohl ihre Reise sie nicht weit gebracht hat, hat sie nun die Kontrolle hinter dem Lenkrad und ist nicht nur Beifahrerin.

## Produktion

### Vorlage, Filmstab und Filmförderung
„Es ist spannend herauszufinden, was die Umwelt mit einem Menschen macht. Ich glaube, dass viele Leute wie Christin das Problem haben, keine Entscheidungen treffen zu können.“

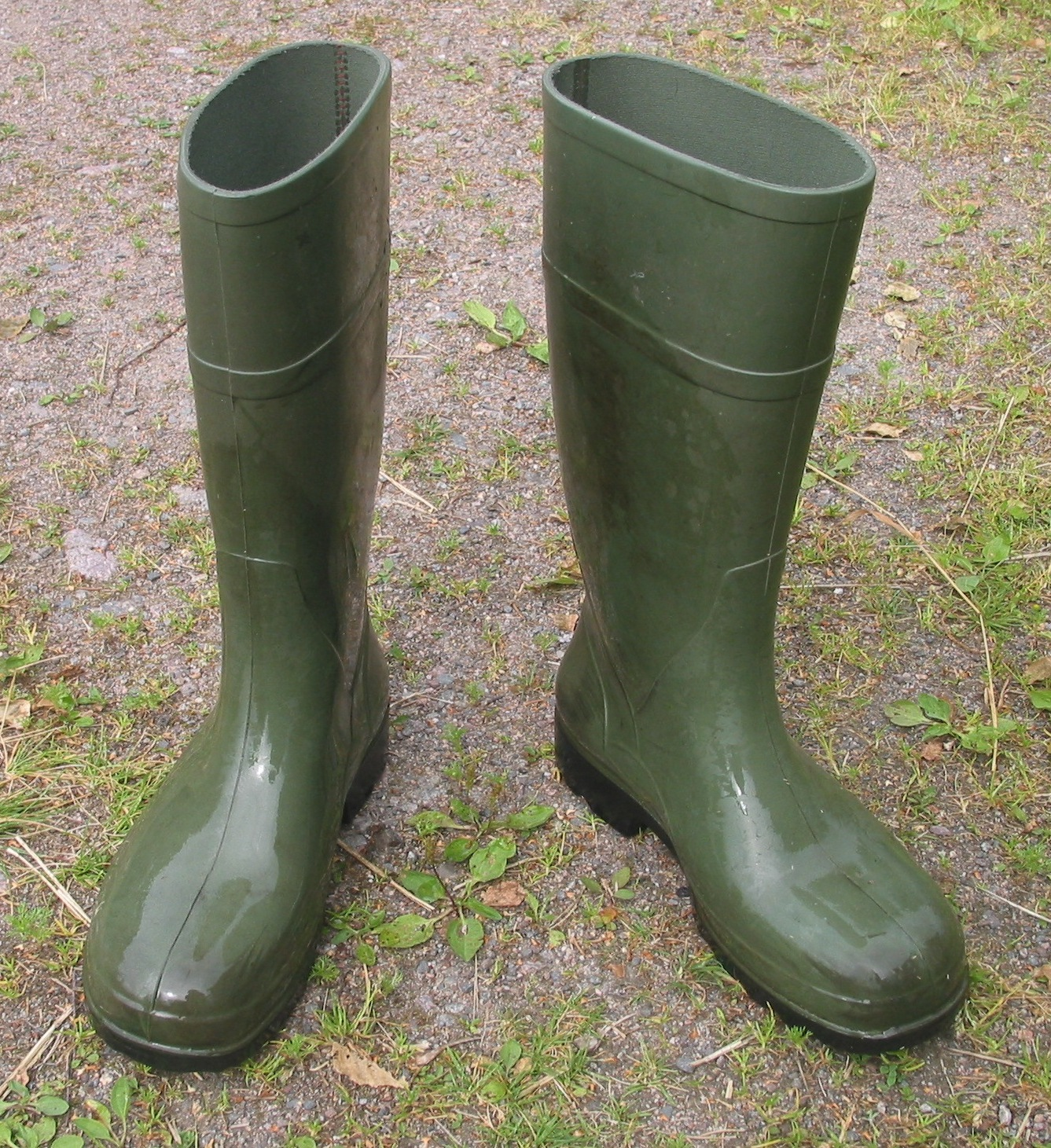
Das Cover des Romans ziert ein Paar grüne Gummistiefel

Regie führte Sabrina Sarabi. Der Film basiert auf dem gleichnamigen Debütroman von Alina Herbing, der 2017 im Arche-Verlag veröffentlicht wurde und den die deutsch-iranische Filmemacherin auch adaptierte. Herbing stammt aus Lübeck, wuchs in Mecklenburg auf und lebt in Berlin und Köln. Sie studierte Germanistik in Greifswald und Literarisches Schreiben in Hildesheim und unterrichtet an der Kunsthochschule für Medien Köln. Im Jahr der Veröffentlichung wurde Herbing für ihre Arbeit mit dem Friedrich-Hölderlin-Förderpreis der Stadt Bad Homburg ausgezeichnet.
Die Regisseurin fand es spannend herauszufinden, was die Umwelt und das Umfeld der Leute, mit denen man sich umgibt, mit einem Menschen macht: „Ich glaube, dass viele Leute wie Christin das Problem haben, keine Entscheidungen treffen zu können, dass sie etwa jahrelang nicht aus festgefahrenen Beziehungen rauskommen, weil sie sich nicht entscheiden können.“
Der Film wurde vom WDR und von Arte koproduziert und erhielt von der Beauftragten der Bundesregierung für Kultur und Medien eine Produktionsförderung in Höhe von 500.000 Euro. Der Deutsche Filmförderfonds gewährte eine Produktionsförderung in Höhe von rund 371.000 Euro, die Film- und Medienstiftung NRW 200.000 Euro.

### Besetzung und Dreharbeiten

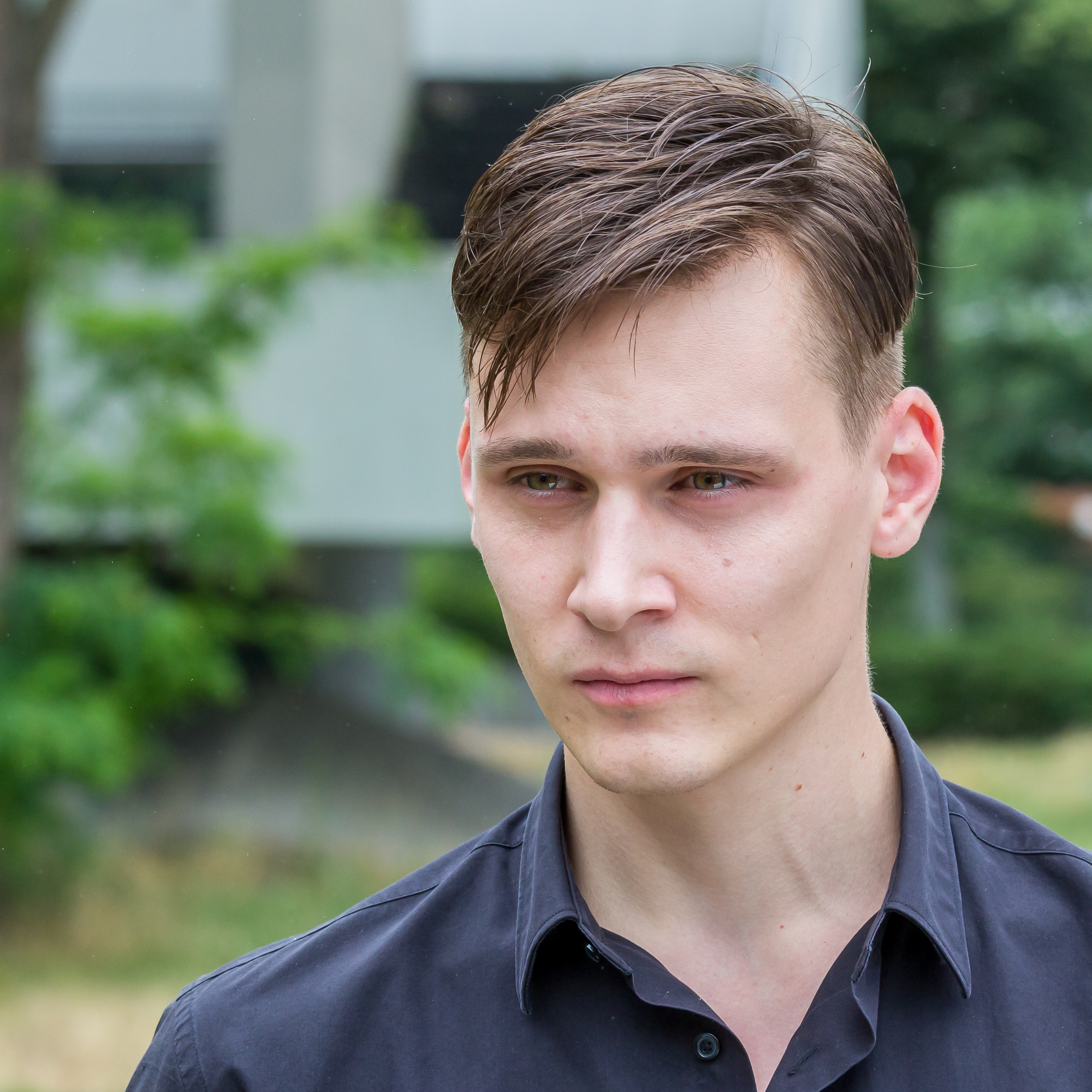
Rick Okon spielt im Film Jan, dem diese Gummistiefel gehören

Saskia Rosendahl und Rick Okon spielen in den Hauptrollen Christin und Jan. Rosendahl spielte schon in Sarabis Debütspielfilm Prélude. In weiteren Rollen sind Andreas Döhler als Jens, Nico Ehrenteit als Marco, Hendrik Heutmann als Dieter und Elisa Schlott als Caro zu sehen.
Die Dreharbeiten wurden am 12. August 2020 begonnen. Bis Anfang Oktober 2020 entstanden Aufnahmen in Hamburg, Schleswig-Holstein, hier in Süsel, und in Mecklenburg-Vorpommern, wo man zuletzt in Stöllnitz, Dömitz und in Lübtheen im Landkreis Ludwigslust-Parchim drehte, kleinere Dörfer und Städte, die dem ländlichen Setting des Films als Kulisse dienten. Als Kameramann fungierte Max Preiss.

### Veröffentlichung
Eine erste Vorstellung erfolgte am 7. August 2021 beim Locarno Film Festival. Im September 2021 wurde er bei der Filmkunstmesse Leipzig und Anfang Oktober 2021 beim Filmfest Hamburg gezeigt. Ebenfalls im Oktober 2021 wurde er beim Film Festival Cologne gezeigt. Anfang November 2021 wurde er bei den Nordischen Filmtagen Lübeck und hiernach beim Filmfestival Mannheim-Heidelberg vorgestellt. Der Kinostart in Deutschland erfolgte am 20. Januar 2022. Ende April, Anfang Mai 2022 wurde er im Rahmen des Filmfestivals Crossing Europe gezeigt und war hiernach noch bis zum 2. Juni 2022 auf der Streaming-Plattform „Kino VoD Club“ für das österreichische Publikum verfügbar.

## Rezeption

### Altersfreigabe
In Deutschland wurde der Film von der FSK ab 16 Jahren freigegeben. In der Freigabebegründung heißt es, die Geschichte verdeutliche in emotional dichter Darstellungsweise die Lebenssituation und emotionale Lage der Protagonistin, und in dem bedrückenden Kontext könnten einzelne Darstellungen von Gewalt, einvernehmlichem, doch aggressivem Sex, der häufige Alkoholkonsum sowie der teils derbe Sprachgebrauch Kinder und Jugendliche unter 16 Jahren überfordern.

### Kritiken
Thomas Schultze von Blickpunkt:Film schreibt in seiner Kritik, es sei Saskia Rosendahls Präsenz, die Niemand ist bei den Kälbern so elektrisierend mache und von anderen deutschen Sommerfilmen jüngerer Vergangenheit abhebe, in denen die Sonne so erbarmungslos auf die Felder brennt wie in einem Sergio-Leone-Western. Oft folge die Kamera von Max Preiss ihrer stillen Heldin wie in einem Film der Dardenne-Brüder, was passe, weil auch der Blick von Sabrina Sarabi unbestechlich und fast dokumentarisch ist.

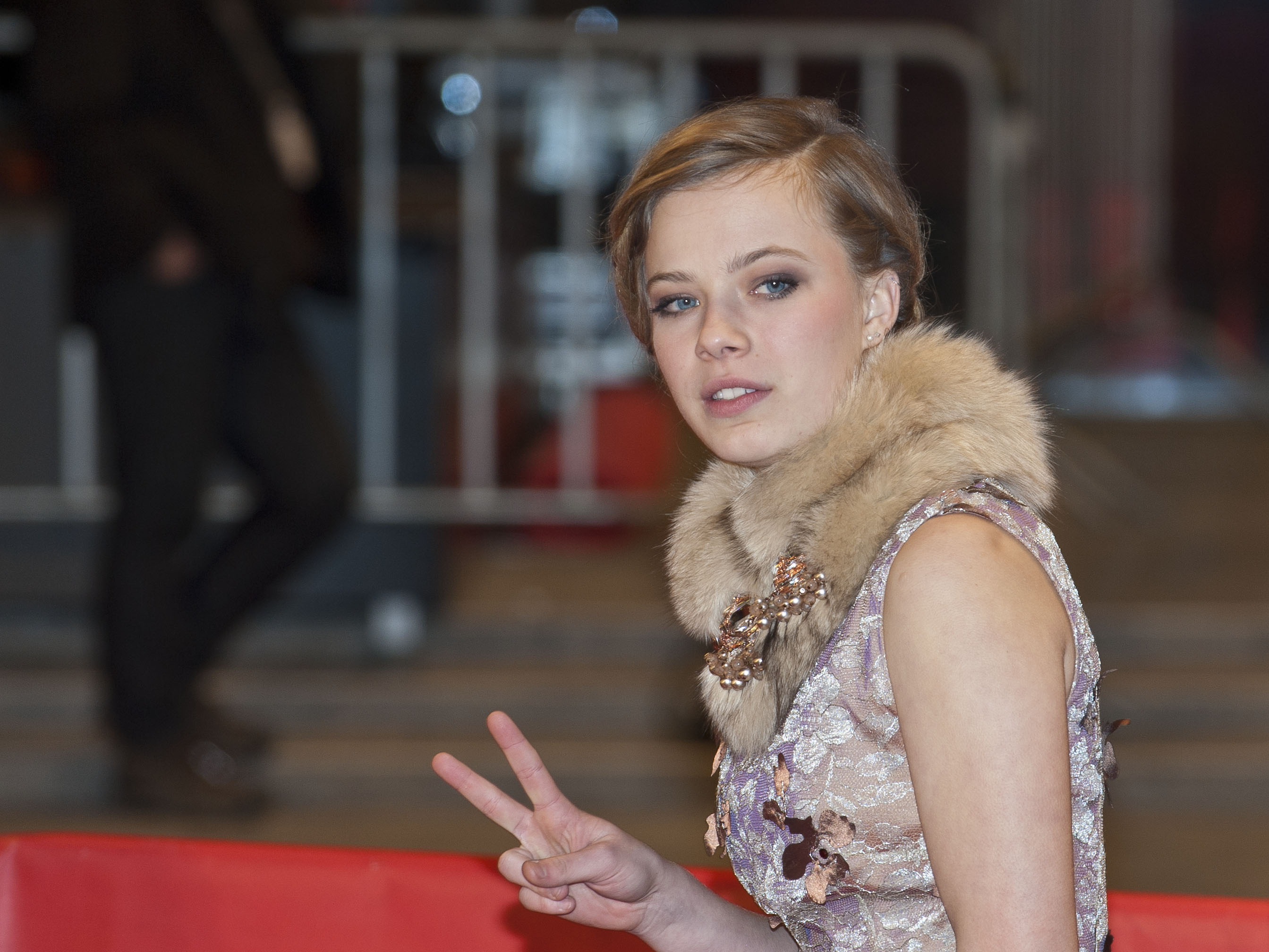
Bei der Berlinale 2013 wurde Saskia Rosendahl von der European Film Promotion als einer der zehn europäischen „Shooting Stars“ präsentiert

Martin Schwickert schreibt in seiner Kritik, Rosendahl sei großartig in der Rolle dieser jungen Frau, die keine Perspektive für sich sieht, aber ihre ungestillten Sehnsüchte nicht aufgeben will. Es gelinge ihr, die Langeweile ihrer Figur interessant zu machen, indem sie das Verlangen und die Verzweiflung hinter der Mauer der Agonie sichtbar werden lässt.
Michael Meyns schreibt in seiner Funktion als Filmkorrespondent der Gilde deutscher Filmkunsttheater, die Figur der Christin sei eine Paraderolle für Rosendahl, die sich in den letzten Jahren zu einer der interessanten Schauspielerinnen ihrer Generation entwickelt habe. Ihr gelinge es hier, ihre Figur nicht als bloßes Opfer der Umstände zu zeigen, sondern als ambivalente Person, die aneckt und oft wenig sympathisch agiert.
Giorgia Del Don vom Online-Filmmagazin Cineuropa schreibt, der Film räume mit dem romantischen und ausgesprochen urbanen Mythos vom Leben auf dem Land auf. Lichtjahre entfernt von der Romantik, die viele mit Landleben assoziieren, schildere der Film mit unglaublicher Plausibilität und Detailreichtum den Alltag dieser Menschen, die sich in einer Leere gefangen fühlen. Das Summen der Fliegen und das unaufhörliche Muhen der Kühe, die zum Leben auf einem Bauernhof gehören, und die Tage, die endlos aufeinanderfolgen, jeder identisch verbracht, seien ein zentrales Merkmal in Christins Leben, und das zwanghafte Umziehen sei die einzige Möglichkeit, dem Alltag zu entfliehen, der sie langsam zu verschlingen droht. Stellvertretend für ein idealisiertes Leben, seien Christins knappe, mega-enge Outfits im Lolita-Stil die einzigen Waffen, die ihr zur Verfügung stehen, um ihrem Gefängnis zu entkommen. Mit ultrarealistischem und präzisem Blick hinterfrage Sarabi eine verschlafene Welt, bewohnt von denen, die vom Fortschritt vergessen wurden, aber dennoch vom Konsum träumen.
Von der Deutschen Film- und Medienbewertung wurde Niemand ist bei den Kälbern mit dem Prädikat Besonders wertvoll versehen. In der Begründung heißt es, Sabrina Sarabis beklemmender Film gehöre zu dem besten und intensivsten Werken der letzten Monate, vielleicht sogar Jahre. Vor allem Saskia Rosendahl sei mehr als überzeugend, und es sei eine Sensation, wie feinfühlig und nuancenreich sie ihre Figur ausfüllt und all die Widersprüchlichkeiten spür- und nachvollziehbar macht, wie sie die Balance hält zwischen großer Sinnlichkeit und dem allgegenwärtigen Gefühl einer bleiernen Beklemmung.

### Auszeichnungen
Niemand ist bei den Kälbern wurde zur Auswahl des deutschen Beitrags für die Oscarverleihung 2023 in der Kategorie Bester Internationaler Film eingereicht, jedoch nicht berücksichtigt. Im Folgenden eine Auswahl von Auszeichnungen und Nominierungen.
Crossing Europe 2022
- Nominierung im Competition Fiction[20]

Deutscher Filmpreis 2022
- Auszeichnung für die Beste Tongestaltung (Jonathan Schorr, Dominik Leube, Gregor Bonse, John Gürtler)
- Nominierung für die Beste weibliche Hauptrolle (Saskia Rosendahl)
- Nominierung als Bester Nebendarsteller (Godehard Giese)

Deutscher Kamerapreis 2022
- Auszeichnung in der Kategorie Kamera Spielfilm (Max Preiss)[29]

Edimotion – Festival für Filmschnitt und Montagekunst 2022
- Nominierung für den Besten Filmschnitt (Heike Parplies)[30]

Filmfest Hamburg 2021
- Auszeichnung mit dem Hamburger Produzentenpreis (Jonas Weydemann)[31]

Film Festival Cologne 2021
- Nominierung für den Filmpreis NRW

Locarno Film Festival 2021
- Nominierung im Concorso Cineasti del presente (Sabrina Sarabi)
- Auszeichnung als Beste Schauspielerin im Wettbewerb Cineasti del presente (Saskia Rosendahl)[12][32]

Preis der deutschen Filmkritik 2022
- Auszeichnung als Beste Schauspielerin (Saskia Rosendahl)[33]